# Пламондон, Анник
Анник Пламондон (фр. Annik Plamondon; 7 апреля 1983 года в Лонгёй, провинция Квебек) — канадская конькобежка, специализирующаяся в шорт-треке. Неоднократный призёр чемпионатов мира.

## Биография
Анник Пламондон начала заниматься конькобежным спортом и шорт-треком в возрасте 12 лет в клубе "CPV Montréal-International". Её тренировал Себастьян Крос в центре подготовки в Монреале. В 2001 году заняла 8-е место на чемпионате Канады в беге на 500 м. Она впервые стартовала на международном арене на CODA Invitational в 2002 году, и выиграла две золотые медали в беге на 1500 м и в эстафете и одну бронзу на 500 м на Зимних играх в Канаде в 2003 году. 
В сезоне 2003/04 перенесла операцию на двух перерезанных сухожилия в левой лодыжке, а в 2005 году она попала в национальную сборную и участвовала в феврале на Кубке мира в словацком Спишска-Нова-Вес, где вместе с командой заняла 2-е место в эстафете. В марте 2006 года на открытом чемпионате Канады она выиграла на дистанциях 500 и 1500 м, заняла 2-е место на 1000 м и заняла в общем зачёте 1-е место. Она отобралась в национальную сборную на сезон 2006/07 гг.
Осенью 2006 года на Кубке мира в Сагенее выиграла бронзу в эстафете, а следом в Монреале золото. В марте 2007 года на чемпионате мира в Милане выиграла бронзу эстафеты и ещё одну бронзовую медаль взяла на командном чемпионате мира в Будапеште. В том же году была награждена стипендией Питера Уильямсона федерацией конькобежного спорта Канады за спортивные достижения в шорт-треке.
Пропустив сезон 2007/08 годов из-за травм и болезни, Пламондон снова стартовала осенью на Кубке мира по шорт-треку 2008/09 годов и  заняла 8-е место в беге на 1500 м, а в Нагано заняла 3-е место в эстафете. В следующем сезоне она завершила карьеру.

## Личная жизнь
Анник Пламондон увлекается занятиями спортом, прогулками в лесу, играет на фортепиано и на скрипке. Работала медсестрой.

## Награды
- 2006 год - награждена стипендией Питера Уильямсона [1]